# Cantón de Sartilly
El cantón de Sartilly era una división administrativa francesa, que estaba situada en el departamento de Mancha y la región de Baja Normandía.

## Composición
El cantón estaba formado por doce comunas, más una fracción de otra comuna:
- Angey
- Bacilly
- Carolles
- Champcey
- Champeaux
- Dragey-Ronthon
- Genêts
- Jullouville (fracción)
- Lolif
- Montviron
- Saint-Jean-le-Thomas
- Saint-Pierre-Langers
- Sartilly

## Supresión del cantón de Sartilly
En aplicación del Decreto n.º 2014-246 de 25 de febrero de 2014, el cantón de Sartilly fue suprimido el 22 de marzo de 2015 y sus 13 comunas pasaron a formar parte del nuevo cantón de Avranches.